# Parallelia nesites
Parallelia nesites là một loài bướm đêm trong họ Erebidae.